# Kościół w Berkenbrücku
Kościół ewangelicki w Berkenbrücku – protestancki kościół zlokalizowany w niemieckiej miejscowości Berkenbrück w Brandenburgii (powiat Oder-Spree).

## Historia
Przed powstaniem świątyni w Berkenbrücku wierni ze wsi uczęszczali do kościoła w Fürstenwalde. W 1620 powstał lokalny kościół, o którym wiadomo, że dach miał pokryty trzciną. Z czasem zawalił się z uwagi na brak remontów. Z przyczyn finansowych nie odbudowano go, a nabożeństwa były sprawowane do 1725 w Hause des Schulzen, a także w innych domach prywatnych. W 1723 pozostałości starego kościoła całkowicie spłonęły. W 1725 z polecenia królewskiego wzniesiono nowy kościół, który został wkrótce konsekrowany. W 1790 usunięto wieżę, w której miały znajdować się dwa dzwony, a na jej miejscu postawiono wiatrołap. W 1809 zamurowano jedne z drzwi (od strony południowej), a jednocześnie dokonano remontu obiektu. W 1832 dokonano całkowitej przebudowy, w wyniku której świątynia przyjęła obecny wygląd i styl okrągło-łukowy (Rundbogenstil). Jest to standardowy projekt budynku kościelnego sporządzony przez Karla Friedricha Schinkla.
Salowy kościół z wieloboczną absydą ma 40 stóp długości i 29,5 szerokości. Dach jest pokryty dachówką i ograniczony prostymi szczytami. W czasie remontu usunięto stary wiatrołap i zbudowano nowy. W tym samym roku do starego dodano nowy chór kościelny. W 1833 wyremontowano wnętrze. Podczas rozbudowy kościoła nabożeństwo odbywało się w sali szkolnej. Obiekt został konsekrowany 13 października 1833. W latach 1869–1870 do bryły dobudowano wieżę od zachodu. Do dziś zachował się dzwon z 1598 odlany przez frankfurckiego ludwisarza Sebastiana Pregera.
W czasie II wojny światowej kościół, podobnie jak prawie wszystkie domy w Berkenbrücku, został poważnie uszkodzony przez ostrzał artyleryjski związany z walkami o pobliski wiadukt autostradowy i jego wysadzenie. W 2008, z darowizn wiernych, posadowiono na wieży iglicę.

## Cmentarz przykościelny
W przeszłości zmarłych chowano na cmentarzu przykościelnym otaczającym świątynię, który wraz z kościołem zajmował 106 prętów kwadratowych. W 1841, na prośbę kaznodziei Goltza, wyznaczono nowe miejsce pochówku poza wsią, które otwarto 2 lipca 1841. Cmentarz, który został wówczas założony poza wsią, jest cmentarzem, z którego Berkenbrück korzysta do dziś, tylko że obecnie został wchłonięty przez zwartą zabudowę miejscowości. 
Przy świątyni znajduje się pomnik poległych w I wojnie światowej.

## Galeria

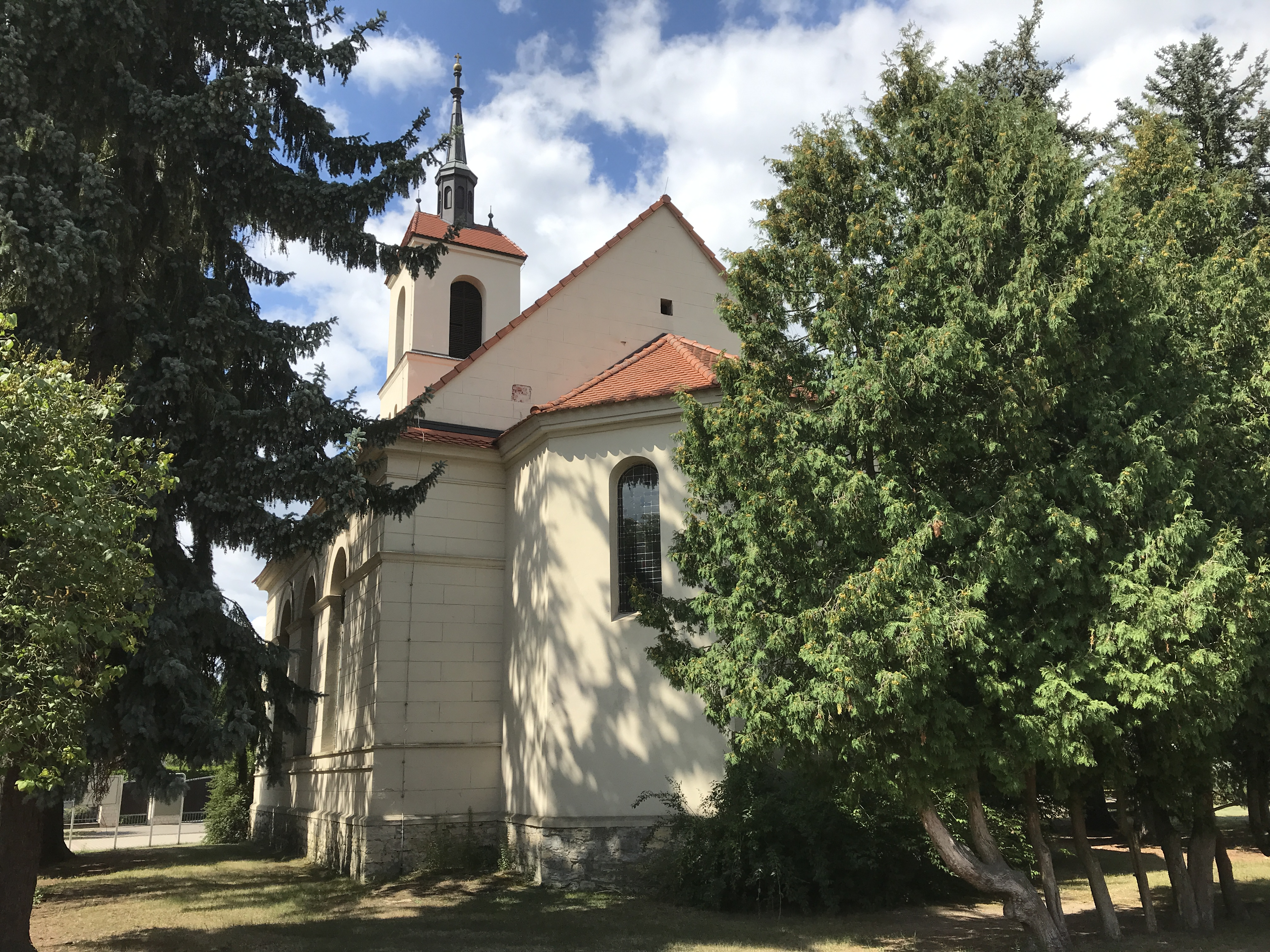
Widok od strony prezbiterium
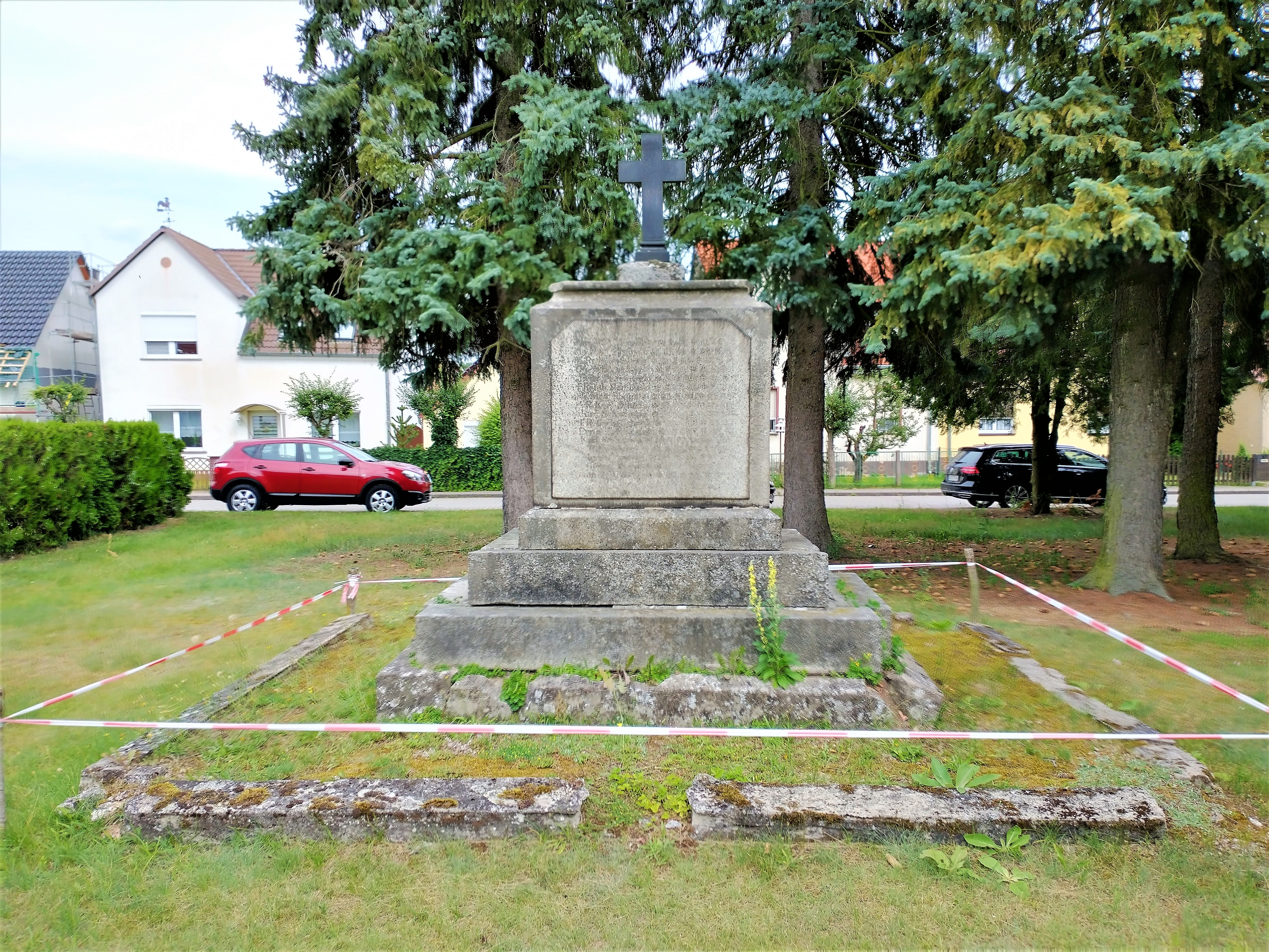
Pomnik poległych w I wojnie światowej